# Singosari (Talang Padang)
Singosari is een bestuurslaag in het regentschap Tanggamus van de provincie Lampung, Indonesië. Singosari telt 1317 inwoners (volkstelling 2010).